# Limerick (Gedicht)
Ein Limerick ist ein kurzes, in aller Regel scherzhaftes Gedicht in fünf Zeilen mit dem Reimschema aabba und einem (relativ) festen metrischen Schema.

## Charakteristika
Einer der ersten Limerick-Dichter war Edward Lear. Seine Limericks haben folgende Eigenschaften: Das Gedicht beginnt mit einem Hinweis auf die oft geographische Existenz oder besondere Beschaffenheit einer Person (1. Zeile) in einem ganz bestimmten Zustand (2. Zeile). Es folgen zwei kurze endgereimte Zeilen mit einer scheinbar logischen Fortsetzung dieser Einleitung (3. und 4. Zeile), wobei ihr Inhalt jedoch ausschließlich durch die willkürlich gewählten Reimwörter bestimmt ist. Die 5. Zeile schließt das Gedicht ab mit einer Variation der 1. Zeile; das Reimwort der 1. Zeile wird hier meist wiederholt. Oft enthält die 5. Zeile ein pointiertes Urteil über die genannte Person, das sich eines ausgesuchten Adjektivs (incongruous, imprudent, futile, ecstatic, horrid, bewildered, whimsical etc. / dt. ungefähr, abhängig vom Kontext: unpassend, unvorsichtig, vergeblich, ekstatisch, schrecklich, verwirrt, wunderlich), ja manchmal sogar eines Neologismus („ombliferous“) bedient.
Die um 1820 in England entstandene Form erhielt die geschilderte Struktur durch Edward Lear, ihren ersten und bis heute bekanntesten Meister: A Book of Nonsense (London 1843) mit 107 Limericks, die Lear zusätzlich illustrierte. Bei ihm sind die Zeilen 1 und 2 sowie die Zeilen 3 und 4 zu je einer Langzeile mit Binnenreim zusammengefasst.
Lear, A Book of Nonsense, Blatt 47:
There was an Old Man of Apulia, whose conduct was very peculiar;

               He fed twenty sons upon nothing but buns,

                     That whimsical Man of Apulia.
Auf Deutsch erschienen Lears Limericks zum Beispiel in Edward Lears Kompletter Nonsens in der Übersetzung von Hans Magnus Enzensberger.
Diese ‚klassische‘ Form bei Edward Lear wurde in andere Sprachen übertragen und bis heute mannigfaltig variiert. Vor allem die 5. Zeile wird inzwischen meist zu einer weiteren Pointierung verwendet, nicht nur, wie bei Lear, zu einer rhetorischen Rückkehr zur 1. Zeile. Insbesondere wird fast nie das Reimwort des ersten Verses im letzten Vers wiederholt.

## Geschichte
Für die Herkunft des Namens gibt es verschiedene Hypothesen:
- Den Namen könnte die irische Stadt Limerick gegeben haben.
- Der Name könnte von dem irischen Soldatenlied Will you come up to Limerick aus dem 18. Jahrhundert abgeleitet sein.
- Eine weitere Erklärung verweist auf die Sammlung von Nursery Rhymes (Kinderreimen) in Mother Goose’s Melody von 1765, in der rhythmisch ähnliche Formen vorkommen.

Hickory, dickory, dock!

The mouse ran up the clock.

    The clock struck one –

    The mouse ran down.

Hickory, dickory, dock!
In einem bestimmten Typ solcher Kinderreime (gemeint sind jene, die mit “There was a …” beginnen) finden sich auch inhaltliche Anklänge.
There was a man of Thessaly,

and he was wond’rous wise,

He jump’d into a quickset hedge,

and scratched out both his eyes.
Zu unterscheiden ist zwischen dem ersten Auftreten von Vorläufern der Form und dem Auftreten der Bezeichnung Limerick im frühen 19. Jahrhundert. Bereits im Mittelalter bei Thomas von Aquin gab es eine ähnliche Reimform. In der Form (angenäherte) Beispiele finden sich auch bei Shakespeares Trinklied in Othello oder Ophelia’s Song in Hamlet.

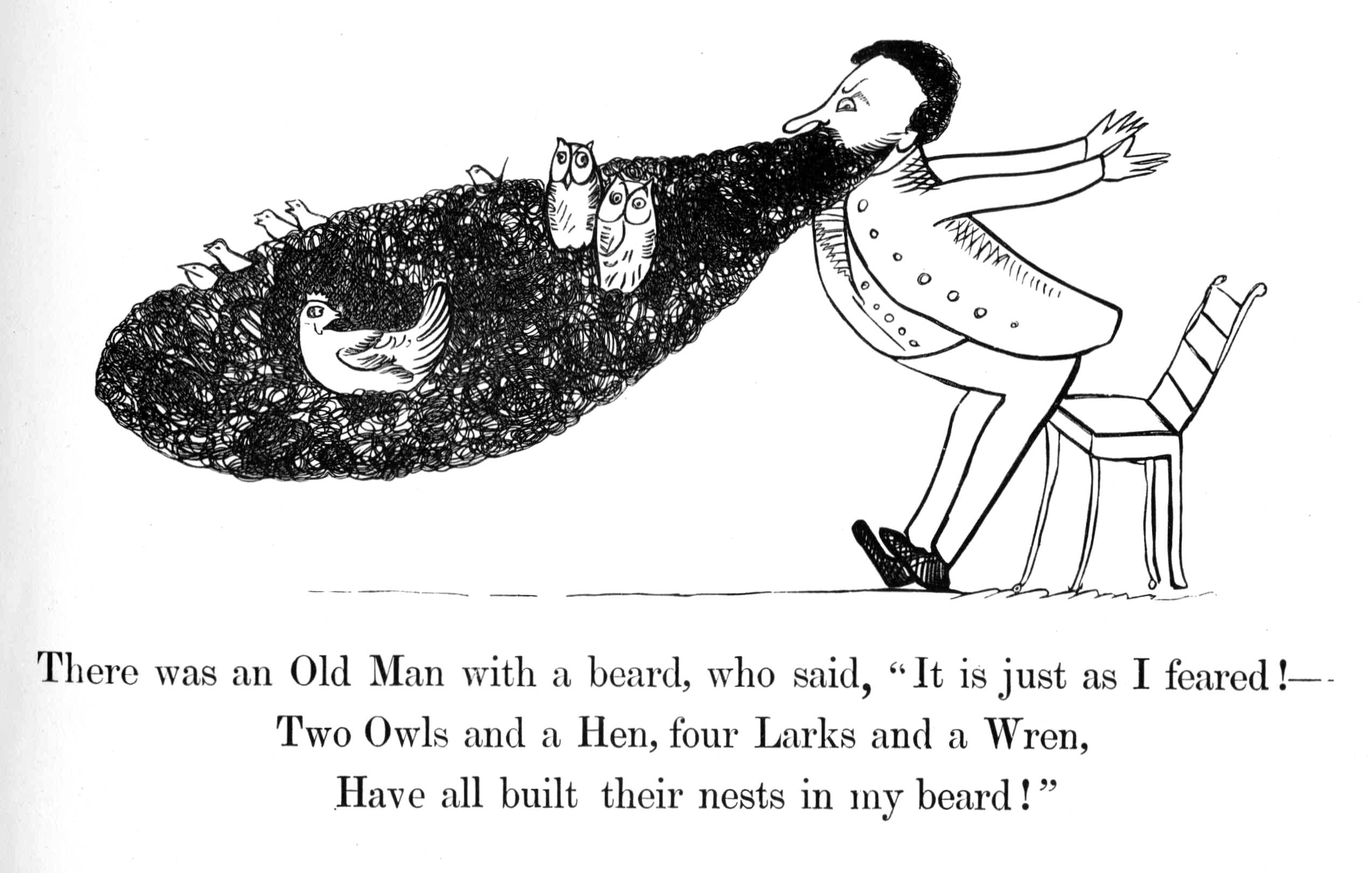
Edward Lear, Limerick No. 1

Edward Lears erster Limerick auf Blatt 7 seiner Sammlung in einer deutschen Übertragung:
Es war mal ein Alter mit Bart

Besorgt, was an Vögeln sich paart

    An Lerchen, Pirolen

    An Eulen und Dohlen:

„Sie alle tun’s in meinem Bart!“
In Deutschland kamen die Limericks in den 1970er Jahren durch die Volkssänger Schobert und Black erneut in Mode, die größtenteils die Werke aus Limerick Teutsch des Dichterduos Georg Bungter und Günter Frorath vertonten und vortrugen. Auch Ulrich Roski veröffentlichte auf seiner LP Der Nächste bitte (Ein Lied für die Beknackten, 1977) ein mehrstrophiges Lied in Limerickform. Der Satiriker Dieter Höss nutzte diese Gedichtform ebenfalls; bekannte Autoren sind auch Ogden Nash und Isaac Asimov. In der DDR trugen unter anderem die Satirezeitschrift Eulenspiegel seit 1968 und die Gruppe MTS zur Verbreitung des Limericks bei.

## Die metrische Form
Die beiden Hauptmerkmale der Limerick-Metrik sind das anapästische Versmaß in allen Zeilen und der Längenkontrast zwischen den dreihebigen Zeilen 1, 2 und 5 einerseits und den zweihebigen Zeilen 3 und 4 andererseits. Dies erzeugt den charakteristischen Rhythmus der Gedichtform.
Die erlaubten Varianten sind zahlreich. So kann der Anfang verkürzt (akephal) und die Kadenzen klingend (weiblich, zweisilbig) oder stumpf (männlich, einsilbig) sein, wodurch das Versmaß auch als amphibrachysch gesehen werden kann. Auch können zwei Silben zu einer längeren zusammengefasst werden bzw. umgekehrt die betonte Silbe des Reimworts durch Dehnung den Platz von zwei Silben einnehmen. Auch Tonbeugungen – in scherzhaften Gedichtformen ohnehin häufiger als sonst – kommen vor. Auch reimtechnisch ist, vor allem im Englischen, mancherlei erlaubt, was strengere Regeln nicht zulassen.
Die folgenden Beispiele zeigen das Schema einiger rhythmischer Varianten in metrischer Notation:
(◡)◡—◡◡—◡◡—◡(◡)

(◡)◡—◡◡—◡◡—◡(◡)

(◡)◡—◡◡—◡(◡)

(◡)◡—◡◡—◡(◡)

(◡)◡—◡◡—◡◡—◡(◡)
oder
(◡)◡—◡◡—◡◡—◡(◡)

(◡)◡—◡◡—◡◡—◡(◡)

(◡)◡—◡◡—

(◡)◡—◡◡—

(◡)◡—◡◡—◡◡—◡(◡)
Seltener:
◡—◡—◡◡—◡(◡)

◡—◡—◡◡—◡(◡)

◡—◡— (oder —◡◡—)

◡—◡◡—

◡—◡◡—◡◡—◡(◡)
Das Reimschema ist dabei jeweils aabba, das heißt die erste, zweite und fünfte Zeile reimen sich und ebenso die dritte und vierte.

## Inhalt
Über das genannte Inhaltsmuster bei Edward Lear hinaus, das in der Regel keine Schlusspointe vorsieht, wird in neueren Limericks gewöhnlich die 5. Zeile mit einer Zuspitzung versehen, die oft aus einem Handlungsverlauf resultiert, also eine Klimax mit drittem a-Reimwort darstellt und nicht, wie bei Lear, eine Rückkehr zum ersten a-Reimwort ist. Man sieht an folgendem Beispiel nicht nur die neue Rhetorik des Limericks, sondern zugleich auch metrische Besonderheiten wie die gedehnte betonte Silbe der a-Reimwörter oder die sanfte Tonbeugung in „Gáragendach“:
Ein Kettenraucher aus Nizza,

der im Tank seines Wagens nach Sprit sah,

    der flog mit ’nem Krach

    durchs Garagendach

einem staunenden Gast in die Pizza.
Ein bekanntes Beispiel für die Modifikation der Schlusspointe ist das folgende Gedicht, das in der Literatur oft Cosmo Monkhouse (1840–1901) oder Edward Lear  (1812–1888) zugeschrieben wird. Es wurde jedoch 1891 anonym in der Los Angeles Times veröffentlicht.  Besonders artistisch ist hier der Rekurs der 5. Zeile auf zwei Wörter der 2. Zeile (rhetorische Rückkehr wie bei Lear) und eine dennoch gesetzte Schlusspointe. (In der Überlieferung dieses Textes wechselt Niger mit Riga ab.)
There was a young lady of Niger,

Who smiled as she rode on a tiger.

    They returned from the ride

    With the lady inside

And the smile on the face of the tiger.
In einer deutschen Übertragung:
Ein blutjunges Mädchen aus Niger

Ritt lächelnd mal auf einem Tiger

    Zurück kam sie auch

    Doch in seinem Bauch

Der Lächelnde war nun der Tiger
In einer lateinischen Version:
Puella Rigensis ridebat

Quam tigris in tergo vehebat.

    Externa profecta

    Interna revecta

Sed risus cum tigre manebat.

### Ortsname
Ein weiteres typisches Merkmal des Limericks ist das Nichtvorhandensein einer Bedeutung des oft als erstes Reimwort auftretenden Ortsnamens, denn Ortsnamen haben anders als normale Substantive keine dem Leser schon vorher vertraute semantische Ebene. Sie sind bloßer Reimklang. Dadurch wird bereits signalisiert, dass es in der zweiten Zeile nicht zu einer Erläuterung kommt, sondern zu einer willkürlichen Zusammenfügung, die dann in der 3. und 4. Zeile gesteigert wird, weil auch hier nur der Reimklang Kohärenz schafft. Das folgende Beispiel zeigt das besonders gut:
Ein Knabe aus Tehuantepec

der lief auf der Bahn seiner Tante weg;

    sie lief hinterher,

    denn sie liebte ihn sehr,

und außerdem trug er ihr Handgepäck.
Auch poetologische Rückbezüglichkeit und ausdrückliche Scheinbegründungen bedienen sich solcher Ortsangaben:
Ein Limerickdichter aus Aachen,

nicht ahnend, was Limericks versprachen,

    der trieb es zu bunt,

    und das war der Grund,

dass Freunde zuletzt mit ihm brachen.
Wie wichtig der Ortsname für die Limerick-Poetik ist, zeigt auch der Umstand, dass im alphabetischen Inhaltsverzeichnis von Limerick-Sammlungen oft nach diesem ersten Reimwort geordnet wird.

### Themenvielfalt
Oft enthalten Limericks auch durchaus kohärente Überlegungen, wie das Beispiel von Isaac Asimov zeigt, das sich allerdings sehr von der Standardform entfernt.
“On the beach”, said John sadly, “there’s such

A thing as revealing too much.”

    So he closed both his eyes

    At the ranks of bare thighs,

And felt his way through them by touch.
Oder der Autor belustigt sich über bestimmte theoretische Zusammenhänge:
There was a young lady of Wright

Who travelled much faster than light.

    She departed one day

    In a relative way

And returned in the previous night.
In deutschen Versionen:
| Es war mal ein Mädchen erpicht Noch schneller zu reisen als Licht Eines Tags brach sie auf Mit rasantem Verlauf: Sie kam schon am Vortag in Sicht | Einst reiste ein Mann aus Probstzella blitzschnell und sogar etwas schneller. Es war Abend beim Start, doch am Ende der Fahrt erst Mittag und noch deutlich heller. |

Physikalische Phänomene finden auch direkt im Deutschen in Limericks:
Es war eine Anzahl von Wellen,

die entsprang kohärenten Quellen

   Durch die Interferenz

   (wer nachliest, der kennt’s!)

gab es helle und dunklere Stellen
Berühmt und berüchtigt sind die Limericks (Nursery Rhymes) aus The Pearl, einer Sammlung viktorianischer Erotika, 1879 und 1880 herausgegeben in London:
There was a young man from Peru

Who had nothing whatever to do.

    So he took out his carrot

    And buggered his parrot

And sent the result to the zoo.
There was a young monk from Siberia

Whose morals were very inferior.

    He did to a nun

    What he shouldn’t have done

And now she’s a Mother Superior.
In einer deutschen Übertragung:
Es war bei ’nem Mönch in Kalkutta

Moralisch nicht alles in Butter

    Er trieb stets mit Wonne

    Es mit einer Nonne

Und nun ist sie Ehrwürd’ge Mutter
Schließlich kann man bereits vorhandene Gedichte als Limericks umfrisieren, wie etwa das berühmte Sonett Nr. 20 von William Shakespeare.
Als Limerick:
Ein hermaphroditisches Wesen

wär’ mir was Apartes gewesen,

da fand ich ’n Teil,

der macht’ mich nicht geil,

an diesem befremdlichen Wesen.
Der Limerick zeigt in der strengen Beschränkung auf seine fünf Zeilen, ähnlich wie das japanische Haiku-Gedicht, die Fähigkeit zur absoluten Kondensierung, die hier freilich scherzhaft gemeint ist. Zu beachten ist auch, dass der Verfasser zu einem Merkmal der Lear’schen Limericks zurückkehrt, wenn er in der Schlusszeile die apostrophierte Person qualifiziert.
Der Anti-Limerick nimmt die strenge Form zum Thema, indem er sie parodiert oder bricht:
A reckless young man from Toulouse 

who thought he had nothing to lose

    said: “I don't care a dime

    if my limericks rhyme!”

– and he went off to live in Toulon.
In deutscher Übersetzung:
Sprach ein Mädchen geboren in Danzig

– eine blutjunge Schönheit, bloss zwanzig –

    „Ob es reimt, oder nicht,

    es bleibt doch ein Gedicht“

– und so zog sie entschlossen nach Danmark.
Ein junger Dichter am Rheine

(vollbrachte von Zeilen nur eine)
Ein Limerickdichter aus Peine

verwandte sehr unreine Reime.

    Auch mit dem Rhythmus

    stand er auf Kriegsfuß,

darum waren seine Limericks schlecht.
Am Limerick-Dichten beteiligen sich auch die deutschen Mundarten. Hier zwei Beispiele aus der Schweiz. Das erste verfasste der Schweizer Kabarettist César Keiser (1925–2007), es stammt aus seinen sogenannten „Keisericks“.
Da gab’s den Herrn Stöckli aus Stocken,

der wusch sich die Füsse samt Socken.

    Der Sigrist von Meggen,

    tat darob erschrecken,

und läutete sämtliche Glocken.
Das zweite Beispiel ist ein berndeutscher Limerick von Mani Matter. Hier die erste Strophe einer längeren Ballade in Limericks:
Dr Sidi Abdel Assar vo El Hama

het mal am Morge früeh no im Pyjama

    ir Strass vor der Moschee

    zwöi schöni Ouge gseh

das isch dr Afang worde vo sym Drama.